# Onikuma

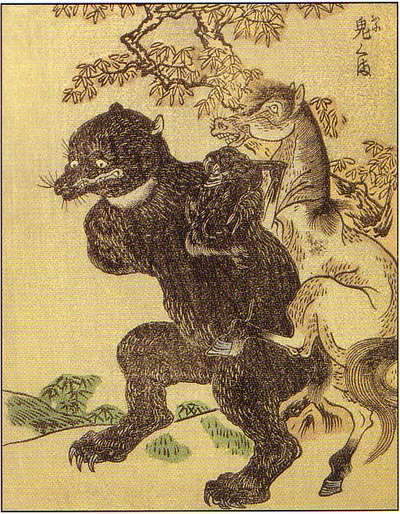
Uma representação de um onikuma por Shunsensai Takehara no Ehon Hyaku Monogatari

Um onikuma (鬼熊, literalmente "urso demônio") é um yōkai mitológico japonês originário do Vale Kiso na Prefeitura de Nagano . É uma criatura parecida com um urso que é conhecida por andar ereta. Eles entram furtivamente nas aldeias à noite para roubar gado para alimentação. Foi descrito no Ehon Hyaku Monogatari , uma coleção de contos sobrenaturais publicada em 1841.

## Descrição
Quando um urso vive por muitos anos, ele se torna um onikuma . Com força suficiente para mover pedras de até dois metros de diâmetro, diz-se que ele é capaz de matar um pequeno animal simplesmente empurrando-o. Ele desce das montanhas para roubar animais de gado como cavalos e vacas, que ele traz de volta para a montanha para comer.
Algumas pedras grandes no Vale Kiso são chamadas de " pedras Onikuma ". Dado seu tamanho e localização, elas são atribuídas aos onikuma . A tradição local afirma que os onikuma jogam essas pedras, maiores do que dez pessoas juntas poderiam mover, em humanos das montanhas acima.
O método para matar um onikuma era escavar uma grande árvore em um tubo como um revestimento de poço e usá-lo para bloquear a boca do ninho de videiras, então mergulhar varas através do tronco oco no ninho. Quando o onikuma desorientado fazia seu caminho para a abertura, ele seria atacado com lanças e armas de fogo. Diz-se que na era Kyōhō , quando vários onikuma eram mortos, cada pele quando espalhada cobria uma área de seis tatames (cerca de 10 metros quadrados) ou mais.
Além disso, em Hokkaido, os ursos que atacavam humanos eram temidos como onikuma.

## Na cultura popular

### Televisão
Um Onikuma apareceu no episódio "The Monstering" de Monster high (2022) da frânquia Monster High. Enquanto sua habilidade de atirar pedras permanece intacta, o Onikuma pode ser subjugado fazendo cócegas nele. O Onikuma chamado Kuma (dublado por Sekai Murashige) encontrou seu caminho para a propriedade Monster High e entrou em fúria. Quando Clawdeen Wolf teve sua primeira transformação em um lobisomem, ela foi capaz de fazer cócegas em Kuma. Ambos foram posteriormente aceitos em Monster High. 
No episódio "Creature Clash", Kuma aprendeu a falar.
em ''72 Animais Perigosos: Ásia'' na Netflix, no episódio ''A Estrada Menos Percorrida'', fala sobre o urso pardo, e tem uma parte que fala do urso onikuma.

### Filme
Onikuma (2016) é um curta-metragem híbrido de animação live-action/stop motion dirigido por Alessia Cecchet que estreou no 34º Festival de Cinema de Torino , Itália, em novembro de 2016.